# Läther
A Läther (kiejtés: mint a "Leather") Frank Zappa három CD-ből álló albuma, eredetileg 4 hanglemezből álló doboznak tervezték. Az összeállítás 1977-ben készült 1972 és '76 közötti felvételekből, végül csak 1996-ban jelenhetett meg, CD formátumban.

## A lemez számai
Minden darab szerzője Frank Zappa.

### 1. CD
1. "Re-gyptian Strut" – 4:36 (Sleep Dirt)
2. "Naval Aviation in Art?" – 1:32 (Orchestral Favorites)
3. "A Little Green Rosetta" – 2:48 (1975-76)
4. "Duck Duck Goose" – 3:01 (1977)
5. "Down in de Dew" – 2:57 (1972-75)
6. "For the Young Sophisticate" – 3:14 (1973)
7. "Tryin' to Grow a Chin" – 3:26 (1977)
8. "Broken Hearts Are for Assholes" – 4:40 (1977)
9. "The Legend of the Illinois Enema Bandit" – 12:43 (Zappa in New York)
10. "Lemme Take You to the Beach" – 2:46 (Studio Tan)
11. "Revised Music for Guitar & Low Budget Orchestra" – 7:36 (Studio Tan)
12. "RDNZL" – 8:14 (Studio Tan)

### 2. CD
1. "Honey, Don't You Want a Man Like Me?" – 4:56 (Zappa in New York)
2. "The Black Page #1" – 1:57 (Zappa in New York)
3. "Big Leg Emma" – 2:11 (Zappa in New York)
4. "Punky's Whips" – 11:06 (Zappa in New York)
5. "Flambe" – 2:05  (Sleep Dirt)
6. "The Purple Lagoon" – 16:22 (Zappa in New York)
7. "Pedro's Dowry" – 7:45 (Orchestral Favorites)
8. "Läther" – 3:50 (Zappa in New York: I Promise Not To Come In Your Mouth)
9. "Spider of Destiny" – 2:40 (Sleep Dirt)
10. "Duke of Orchestral Prunes" – 4:21 (Orchestral Favorites)

### 3. CD
1. "Filthy Habits" – 7:12 (Sleep Dirt)
2. "Titties 'n Beer" – 5:23 (Zappa in New York)
3. "The Ocean Is the Ultimate Solution" – 8:32 (Sleep Dirt)
4. "The Adventures of Greggery Peccary" – 21:00 (Studio Tan)
  - bónuszok:
5. "Regyptian Strut (1993)" – 4:42 (Sleep Dirt)
6. "Leather Goods" – 6:01
7. "Revenge of the Knick Knack People" – 2:25
8. "Time Is Money" – 3:04 (Sleep Dirt)

## Az album története

### Előzmények
1976 elején Zappa és Herb Cohen menedzser viszonya pereskedéssel zárult. Zappa és Cohen cégének, a DiscReet Recordsnak a terjesztését a Warner Bros. intézte. Mikor Zappa kérte, hogy a DiscReet helyett közvetlenül a Warnerrel intézhesse az ügyeit, hogy így Cohentől függetlenedni tudjon, a Warner beleegyezett, így jelenhetett meg  a Zoot Allures 1976-ban. Ekkor viszont a szerződése még négy további lemezre kötelezte a  DiscReet és a Warner felé.
1977 elején Zappa állítása szerint átadta 4 önálló nagylemez mesterszalagját a Warnernek, ami alapján teljesítette a szerződéses kötelezettségét, és ez már szabad kezet adott neki a következő lemezek terjesztőinek kiválasztásában. A Zappa in New York volt az első átadott (dupla) lemez, Zappa által elfogadott borítóval és kísérőszöveggel, amit hamarosan követett a Studio Tan, a Sleep Dirt és az Orchestral Favorites, bár ez utóbbiaknak Zappa csak a szalagjait szállította le. Az anyagot kifogásolhatónak minősítve a Warner az átvételkor a szerződés szerinti négy album előállítási költségeit nem volt hajlandó kifizetni.
A Warner szerződésszegése miatt (és mert láthatólag nem sok hajlandóságot mutattak az anyagok megjelentetésére) Zappa 1977 második felében úgy döntött, hogy az adott helyzetben szabadon átszerkesztheti az anyagot egy négylemezes kiadvánnyá, aminek a "Läther" címet adta. A négylemezes doboz tehát a korábbi, az eredeti ötlemezes változatból született, és nem fordítva, mint azt sokan hiszik. Bár Gail Zappa is állítja, hogy "a "Läther" mindig is egy négylemezes kiadványként volt elképzelve", elfelejti azonban, hogy az ötlemezes változat minden felvétele 1971 és 1976 között készült, s egy évvel a "Läther" előtt már mindegyik kész is volt.
A hivatalos, 1996-ban írt történet ellenére semmi nem bizonyítja, hogy Zappa a Warnernek valaha is átadta a "Läther" szalagjait, a négylemezes doboz nem is elégítette volna ki a szerződés kívánalmait (hiszen csak egy kiadvány). Zappa mind a négy kérdéses nagylemezt maga állította össze, mindegyiknek határozott, önálló karaktere volt, a "Läther"-ön ezek a karakterek viszont összekeveredtek, a dalok új zenei és párbeszédes részekkel kapcsolódtak össze. Az a feltételezés, hogy a négylemezes "Läther"ből született meg az öt különálló nagylemez, kicsit  olyan, mintha a rántottából próbálnánk meg újra nyers tojásokat előállítani.

### 1977-től a '96-os kiadásig
1977-ben végül lehetőséget kapott arra, hogy a Mercury-Phonogram terjesztésében megjelentesse a Läthert a az új, Zappa Records címkével. A Warner ezért perrel fenyegette meg, ezzel megakadályozva a doboz kiadását, s közben úgy döntött, hogy 1978-ban és 1979-ben kiadja a három még visszatartott lemezt (Studio Tan, Sleep Dirt és Orchestral Favorites). Zappát nagyon bosszantotta, hogy az önálló lemezek felett sem rendelkezhetett már és a négylemezes kiadás elé is akadályok gördültek – a gordiuszi csomót azzal vágta át, hogy 1977. decemberében a pasadenai KROQ rádióban a teljes albumot leadatta, arra buzdítva a hallgatóit, hogy vegyék magnóra, másképp úgysem hallgathatják meg többé (ez a felhívás a lemez bónusszámai között meg is hallgatható). A négylemezes albumot a Rykodisc CD kiadásáig a közönség csak ilyen rádiófelvételekből, vagy a tesztlemez másolataiból ismerhette.
A három CD az 1977-ben tervezett négylemezes kiadáshoz hűen mutatja be az anyagot, a harmadik lemez végén néhány bónuszfelvétellel. A lemez harminc számából húsz elérhető más kiadványokon is, bár az is igaz, hogy mindössze hat olyan darab van, ami mindenben megegyezik a párhuzamos kiadások valamelyikén levővel; a többinek vagy a keverése, vagy a vágása különböző.

### Bónuszok
A négylemezes változat a Greggary Peccaryval fejeződött be, a CD-n ezt négy bónuszfelvétel követi:
- Re-Gyptian Strut (1993) – '93-as újrakevrt változat, a szám dobsávjait Chad Wackerman játszotta fel újra 1983 körül; ugyanez a változat hallható a Sleep Dirt CD-változatán
- Leather Goods – gitárszóló (1977. február 17., London), benne idézetként elhangzik a Dazed and Confused (Page) és a Whole Lotta Love (Page/Plant/Jones/Bonham)
- Revenge Of The Knick Knack People – egy része hallható a QuAUDIOPHILIAc albumon (2004)
- Time Is Money – a Sleep Dirt bakelitkiadásán szereplő változat

## A technikai stáb
- Frank Zappa – producer, zeneszerző, összeállítás

- Spencer Chrislu – digitális maszterelés
- David Dondorf, Spencer Chrislu – Transfer Engineers
- Joe Travers – főraktáros
- Spencer Chrislu – a bónuszrész összeállítása, vágása és maszterelése
- Jill Christiansen – megértés

- Dweezil Zappa – borítóötlet
- Steven Jurgensmeyer – borító kivitelezés és grafika
- Gail Zappa & Simon Prentis – kísérőszöveg

## Külső hivatkozások
- Lyrics and detailed information
- Release history
- The Zappa vs. Warner Bros. story Archiválva 2015. szeptember 23-i dátummal a Wayback Machine-ben